# In the Fishtank 15
Az In the Fishtank 15 a Sparklehorse és Christian Fennesz közös középlemeze. Az album az In the Fishtank projekt utolsó darabja, illetve Mark Linkous utoljára felvett albuma halála előtt. Az albumot a hollandiai Konkurrent adta ki.

## Történet
Az In the Fishtank a hollandiai Konkurrent kiadó által koordinált projekt, amely keretében tizenöt album jelent meg. Az In the Fishtank 15 a sorozat utolsó albuma. 2007-ben és 2009-ben, összesen két nap alatt vették fel a kiadó stúdiójában.

## Számlista
Az összes dal szerzője Mark Linkous és Christian Fennesz. 
| 1.    | Music Box of Snakes      | 9:46  |
| 2.    | Goodnight Sweetheart     | 5:26  |
| 3.    | Shai-Hulud               | 2:36  |
| 4.    | If My Heart              | 5:13  |
| 5.    | Mark's Guitar Piece      | 4:27  |
| 6.    | NC Bongu Buddy           | 11:24 |
| 7.    | Christian's Guitar Piece | 1:28  |
| 39:51 |                          |       |

## Közreműködők
- Mark Linkous, Christian Fennesz – akusztikus gitár, elektromos gitár, szintetizátor, zeneszerzők
- Zlaya Hadzic – keverés, producer